# Kazan Kremlin Cup 2013
Il Kazan Kremlin Cup 2013 è stato un torneo di tennis facente parte della categoria ATP Challenger Tour nell'ambito dell'ATP Challenger Tour 2013. È stata la 4ª edizione del torneo che si è giocato a Kazan' in Russia dal 21 al 27 ottobre 2013 su campi in cemento indoor e aveva un montepremi di 75 000 $+H.

## Partecipanti singolare

### Teste di serie
| Nazionalità | Giocatore            | Ranking* | Testa di serie |
| ----------- | -------------------- | -------- | -------------- |
| Russia      | Evgenij Donskoj      | 84       | 1              |
| Russia      | Tejmuraz Gabašvili   | 105      | 2              |
| Ucraina     | Oleksandr Nedovjesov | 124      | 3              |
| Kazakistan  | Andrej Golubev       | 131      | 4              |
| Italia      | Matteo Viola         | 132      | 5              |
| Serbia      | Dušan Lajović        | 138      | 6              |
| Germania    | Matthias Bachinger   | 146      | 7              |
| Moldavia    | Radu Albot           | 172      | 8              |

- Ranking al 14 ottobre 2013.

### Altri partecipanti
Giocatori che hanno ricevuto una wild card:
- Baris Erguden
- Aslan Karacev
- Timur Kiuamov
- Andrej Rublëv

Giocatori che sono passati dalle qualificazioni:
- Maxim Dubarenco
- Richard Muzaev
- Antal van der Duim
- Aleksej Vatutin
- Alexander Rumyantsev (lucky loser)

## Vincitori

### Singolare
Oleksandr Nedovjesov ha battuto in finale  Andrej Golubev con il punteggio di 6–4, 6–1.

### Doppio
Radu Albot /  Farruch Dustov hanno battuto in finale  Jahor Herasimaŭ /  Dzmitry Zhyrmont con il punteggio di 6–2, 6(3)–7, [10–7].